# Flavio Trinca
Flavio Trinca (Montebelluna, 18 luglio 1939) è un politico e dirigente d'azienda italiano.

## Biografia
Laureato in Economia e commercio, è commercialista a Montebelluna. Alle elezioni politiche del 1994 è il candidato del centrodestra nel collegio uninominale di Montebelluna e risulta eletto deputato con il 49,44% dei voti. A Montecitorio aderisce al Centro Cristiano Democratico ed è membro della VI Commissione Finanze. Alle successive elezioni politiche del 1996 è ricandidato nello stesso collegio di Montebelluna dal Polo per le Libertà, ottenendo il 26,24% dei voti e non venendo rieletto.
Dal 1997 è presidente di Veneto Banca, carica mantenuta fino al 2014.